# Markt Neuhodis
Markt Neuhodis (ungarisch Városhodász; kroatisch Novi Hoda, Nimški Hodas; Romani Hodasi) ist eine Marktgemeinde mit 670 Einwohnern (Stand 1. Jänner 2024) im Bezirk Oberwart im Burgenland.
In der Gemeinde gibt es eine größere Anzahl von Angehörigen der burgenlandkroatischen Minderheit, die vorwiegend im Ortsteil Althodis (Stari Hodas) beheimatet ist.

## Geografie
Die Gemeinde liegt im Südburgenland. Der flache Süden ist Teil der Pannonischen Tiefebene. Nach Norden steigt das Land über Weingärten, später bewaldet bis zum Geschriebenstein, dem höchsten Punkt des Burgenlands, an.

### Gemeindegliederung
Das Gemeindegebiet umfasst folgende zwei Ortschaften (in Klammern Einwohnerzahl Stand 1. Jänner 2024):
- Althodis (143)
- Markt Neuhodis (527)

Die Gemeinde besteht aus den Katastralgemeinden Althodis und Neuhodis Markt.
| Deutscher Ortsname | Ungarischer Ortsname | Kroatischer Ortsname      | Romani-Ortsname |
| ------------------ | -------------------- | ------------------------- | --------------- |
| Althodis           | Óhodász              | Stari Hodas               |                 |
| Markt Neuhodis     | Városhodász          | Novi Hodas / Nimški Hodas | Hodasi          |

### Nachbargemeinden
|                     | Lockenhaus (OP)                             |          |
| Weiden bei Rechnitz | Kompassrose, die auf Nachbargemeinden zeigt | Rechnitz |
|                     | Schachendorf                                |          |

## Geschichte
Der Ort gehörte wie das gesamte Burgenland bis 1920/21 zu Ungarn (Deutsch-Westungarn). Seit 1898 musste aufgrund der Magyarisierungspolitik der Regierung in Budapest der ungarische Ortsname Városhodász verwendet werden. Nach Ende des Ersten Weltkriegs wurde nach zähen Verhandlungen Deutsch-Westungarn in den Verträgen von St. Germain und Trianon 1919 Österreich zugesprochen. Seit 1921 gehört Markt Neuhodis zum damals neu gegründeten Bundesland Burgenland (siehe auch Geschichte des Burgenlandes).
Die heutige Großgemeinde entstand mit 1. Jänner 1971, als aufgrund des Gemeindestrukturverbesserungsgesetzes der burgenländischen Landesregierung die zuvor selbständigen Gemeinden Althodis und Neuhodis zur neuen Gemeinde Neuhodis zusammengelegt wurden. Im Jahr 1973 erfolgte die Verleihung des Marktrechtes und die Umbenennung zu Markt Neuhodis.

## Kultur und Sehenswürdigkeiten

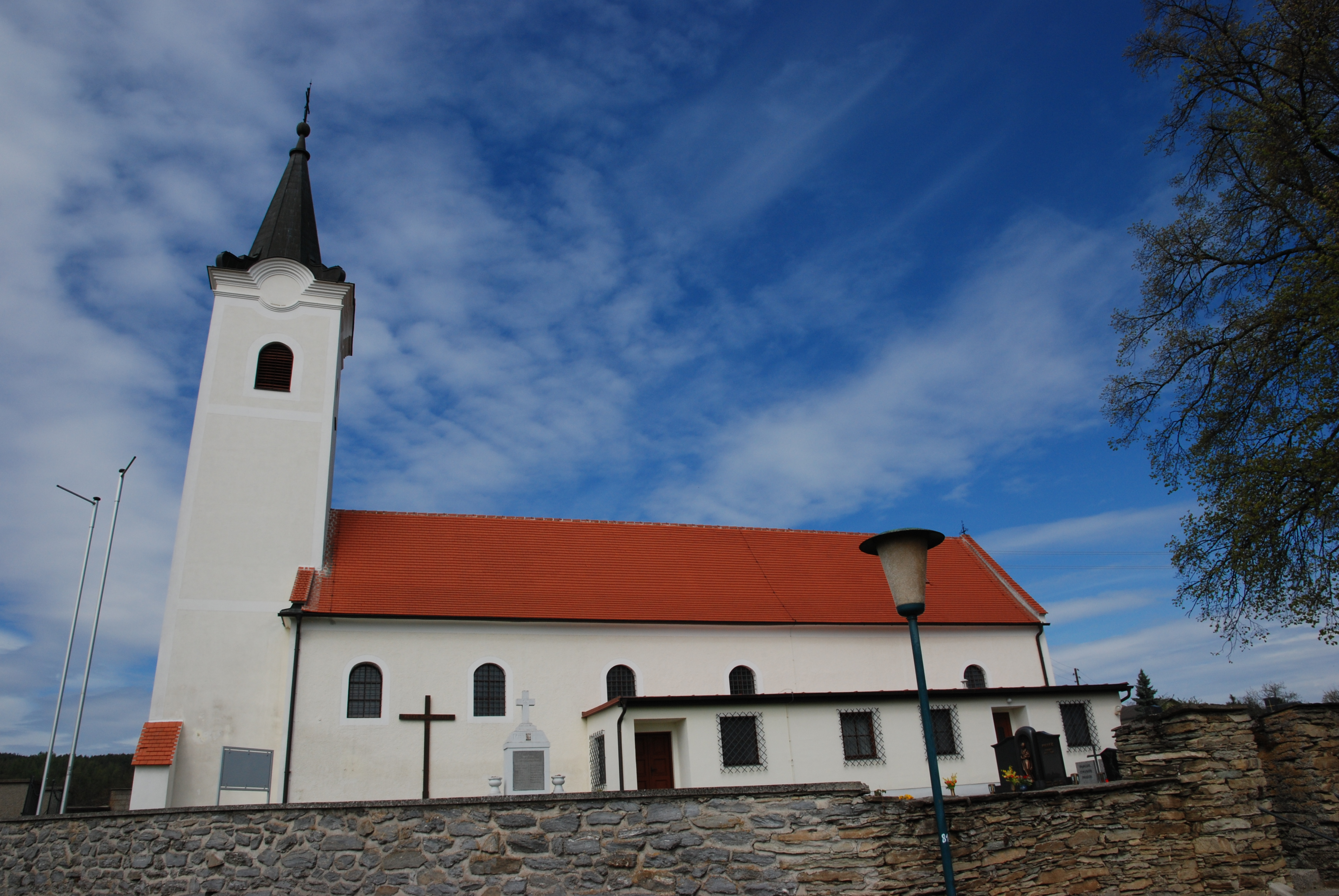
Pfarrkirche Markt Neuhodis

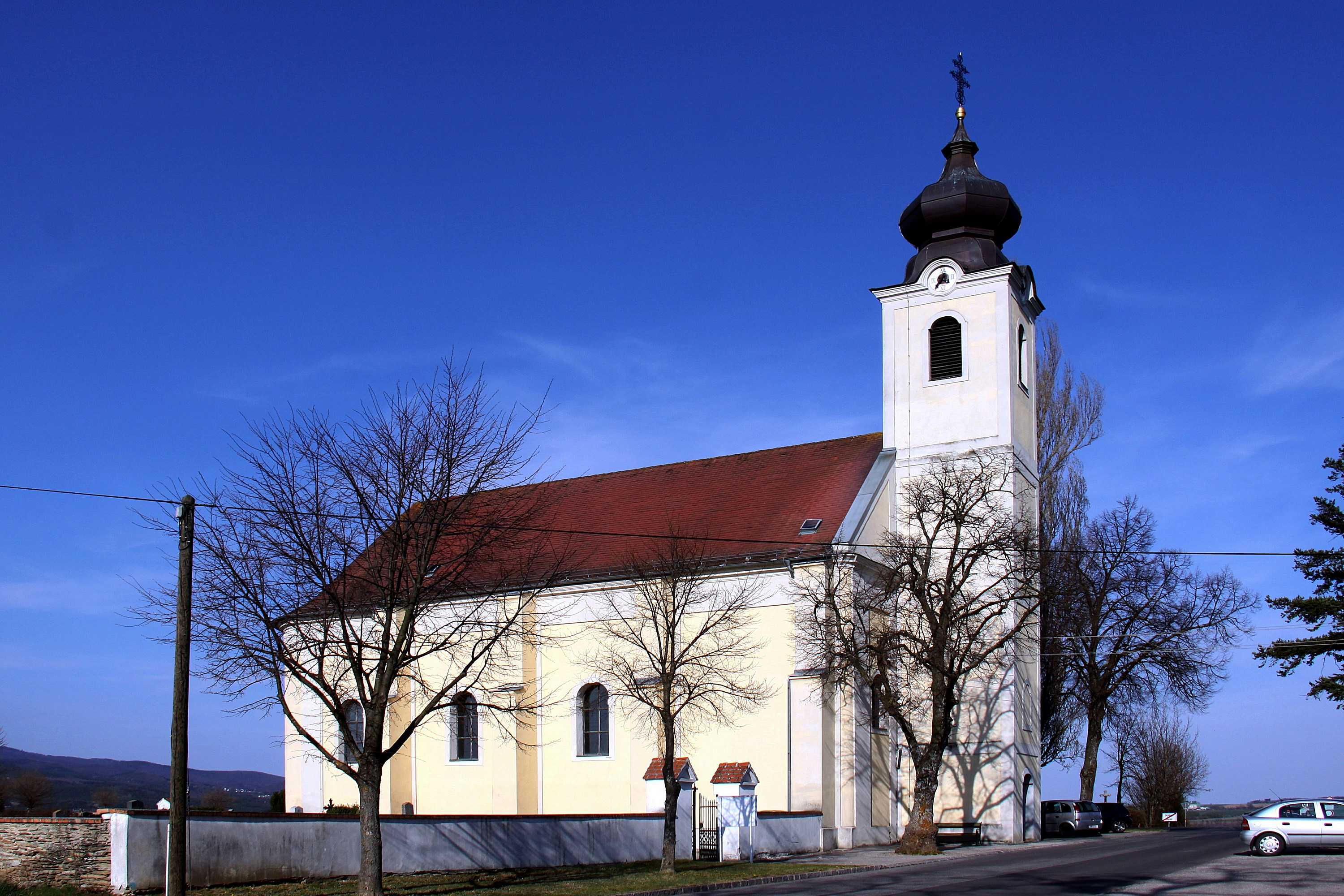
Pfarr- und Wallfahrtskirche Dürnbach

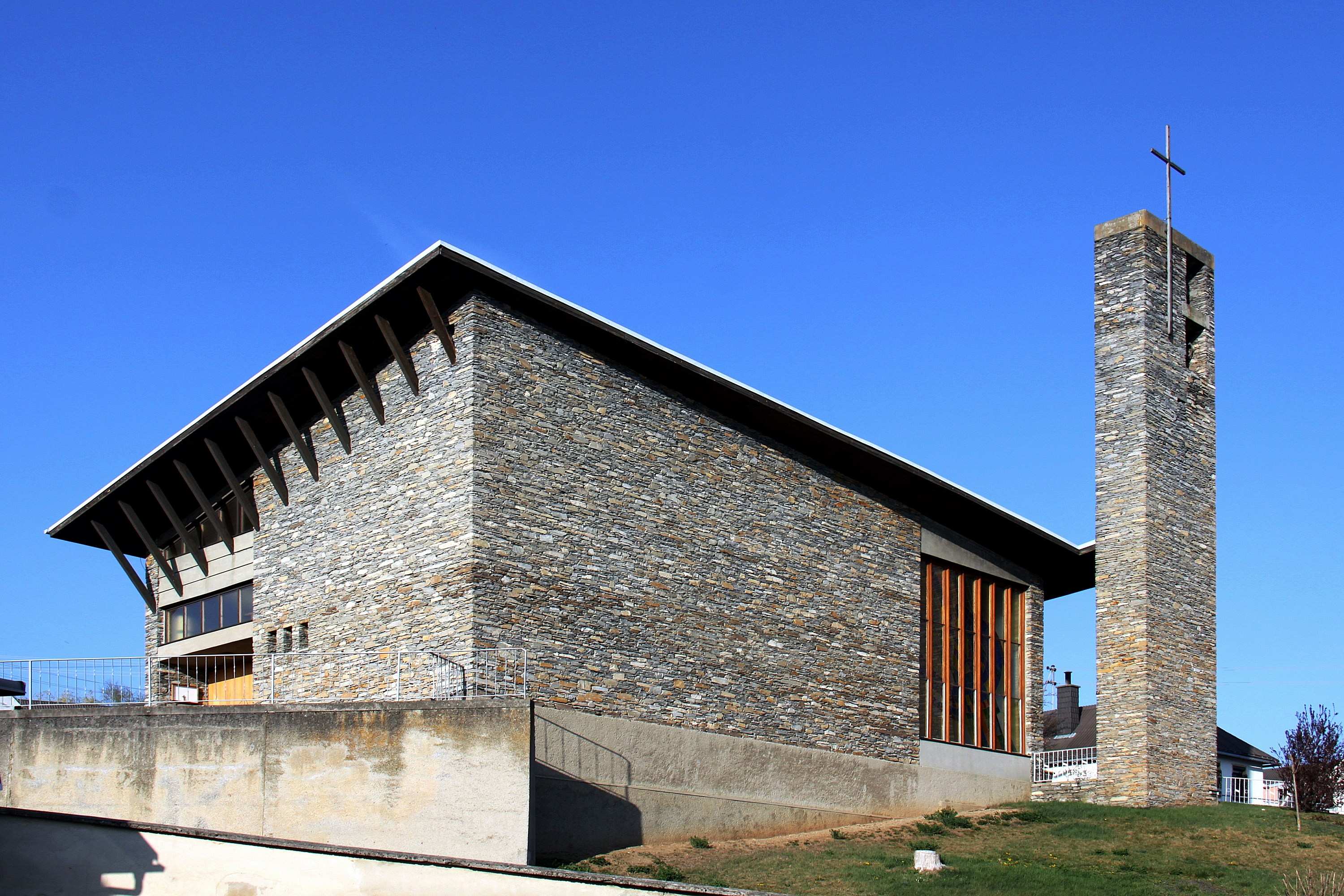
Katholische Filialkirche Althodis

- Katholische Pfarrkirche Markt Neuhodis hl. Johannes der Täufer
- Katholische Pfarr- und Wallfahrtskirche Dürnbach Mariä Himmelfahrt. Die Kirche steht im Gemeindegebiet vom Markt Neuhodis am Nordrand des Ortes Dürnbach im Burgenland der Gemeinde Schachendorf.

## Politik

### Gemeinderat

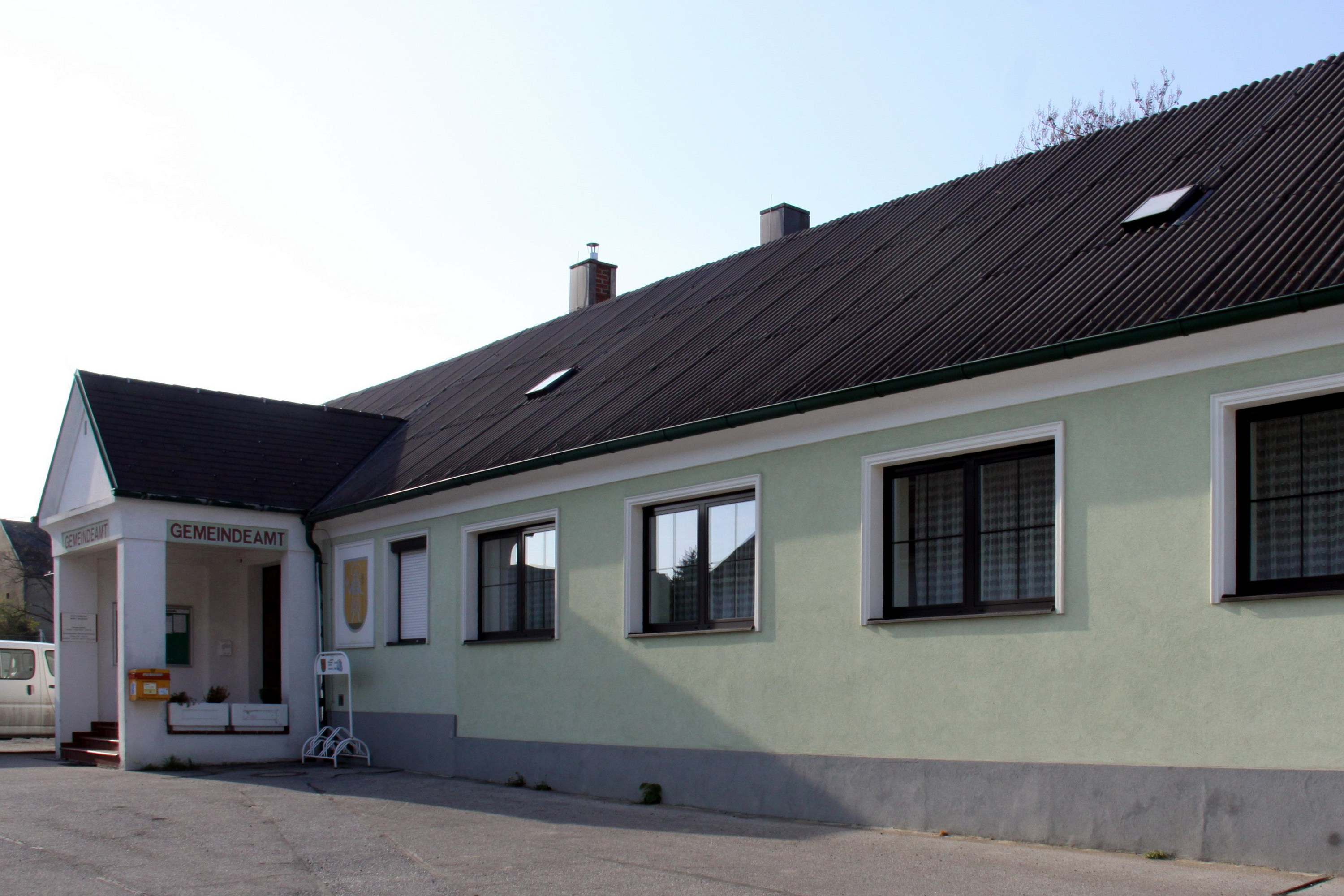
Gemeindeamt Markt Neuhodis

Der Gemeinderat umfasst aufgrund der Anzahl der Wahlberechtigten insgesamt 15 Mitglieder.
| Partei          | 2022             | 2022             | 2022             | 2017             | 2017             | 2017             | 2012             | 2012             | 2012             | 2007             | 2007             | 2007             | 2002             | 2002             | 2002             | 1997             | 1997             | 1997             |
| Partei          | Sti.             | %                | M.               | Sti.             | %                | M.               | Sti.             | %                | M.               | Sti.             | %                | M.               | Sti.             | %                | M.               | Sti.             | %                | M.               |
| --------------- | ---------------- | ---------------- | ---------------- | ---------------- | ---------------- | ---------------- | ---------------- | ---------------- | ---------------- | ---------------- | ---------------- | ---------------- | ---------------- | ---------------- | ---------------- | ---------------- | ---------------- | ---------------- |
| ÖVP             | 351              | 53.02            | 8                | 288              | 45,21            | 7                | 320              | 50,96            | 8                | 272              | 44,66            | 7                | 310              | 50,57            | 8                | 200              | 36,23            | 5                |
| SPÖ             | 297              | 44.86            | 7                | 318              | 49,92            | 8                | 308              | 49,04            | 7                | 337              | 55,34            | 8                | 303              | 49,43            | 7                | 312              | 56,52            | 7                |
| KLART           | 14               | 2,11             | 0                | nicht kandidiert | nicht kandidiert | nicht kandidiert | nicht kandidiert | nicht kandidiert | nicht kandidiert | nicht kandidiert | nicht kandidiert | nicht kandidiert | nicht kandidiert | nicht kandidiert | nicht kandidiert | nicht kandidiert | nicht kandidiert | nicht kandidiert |
| FPÖ             | nicht kandidiert | nicht kandidiert | nicht kandidiert | 31               | 4,87             | 0                | nicht kandidiert | nicht kandidiert | nicht kandidiert | nicht kandidiert | nicht kandidiert | nicht kandidiert | nicht kandidiert | nicht kandidiert | nicht kandidiert | 40               | 7,25             | 1                |
| Wahlberechtigte | 830              | 830              | 830              | 780              | 780              | 780              | 772              | 772              | 772              | 769              | 769              | 769              | 759              | 759              | 759              | 680              | 680              | 680              |
| Wahlbeteiligung | 83,61 %          | 83,61 %          | 83,61 %          | 86,67 %          | 86,67 %          | 86,67 %          | 85,49 %          | 85,49 %          | 85,49 %          | 83,88 %          | 83,88 %          | 83,88 %          | 87,35 %          | 87,35 %          | 87,35 %          | 89,41 %          | 89,41 %          | 89,41 %          |

### Bürgermeister
Bürgermeister ist seit der Wahl am 1. Oktober 2017 Joachim Radics (ÖVP). Er ist Nachfolger von Johann Wallner (SPÖ), der seit 2002 der Gemeinde vorstand. Dem Wechsel waren interne Querelen bei der SPÖ vorangegangen, da Wallner vorerst 2017 nicht mehr antreten wollte und seit zwei Jahren nach einem geeigneten Nachfolger suchte. Letztlich kündigte er im März 2017 an, nach Rücksprache mit seiner Ehefrau doch weitermachen zu wollen. Im Rahmen einer Sitzung der SPÖ am 27. Mai 2017, die Wallner aufgrund von „Misstönen“ vorzeitig verließ, beschlossen seine Parteikollegen, mit Quereinsteiger Klaus Glavanics als Bürgermeisterkandidaten in die Wahl zu gehen. Wallner bezeichnete die Bestellung als „statutenwidrig“. Bei der Bürgermeisterdirektwahl am 1. Oktober 2017 eroberte die SPÖ die Mehrheit im Gemeinderat zurück, Glavanics verlor mit 46,52 % gegen Joachim Radics (50,30 %), der seit 2012 Vizebürgermeister und seit 2012 im Gemeindevorstand war. Stefan Szmolian (FPÖ) kam auf 3,18 %.
Bei der Wahl 2022 wurde Joachim Radics mit 66,37 Prozent im Amt bestätigt.

## Persönlichkeiten
- Joseph Koller (* 2. Februar 1801 in Althodis; † 7. Juli 1827 mit dem Strange hingerichtet in Pinkafeld): Koller schloss sich 1822 der berüchtigten Räuberbande Stradafüßler unter ihrem Anführer Nikolaus Schmidhofer, genannt Holzknechtseppl, an und wurde unter den Räubernamen Geheimrat oder Naßl oder Kollerl zu einer lokalen Berühmtheit in der damaligen Grenzregion Steiermark, Niederösterreich und dem Burgenland. Er floh zusammen mit seinen Kumpanen in der Nacht vom 30. auf den 31. Mai 1827 aus einem provisorischen Gefängnis in Pinkafeld und erschoss dabei den Korporal der Wachmannschaft.[14] Nachdem Koller und seine Mittäter wieder eingefangen worden waren, wurde er als Deserteur von einem Militärgericht in Güns zum Tode durch den Strang verurteilt. Ihm wurden neben dem Mord beim Ausbruch noch ein weiterer Mord an einem Juden zwischen Ödenburg und Klingenbach  sowie viermalige Desertion, 8 Diebstähle und 2 Raube mit einem Gesamtschaden von 901 Gulden zur Last gelegt. Seine Hinrichtung erfolgte am 7. Juli 1827 zusammen mit der von zwei weiteren Unterführern der Bande auf dem Gerichtsberg in Pinkafeld.[15]
- Rudolf Kedl (1928 Stadt Schlaining – 1991 Markt Neuhodis), österreichischer Bildhauer